# Traci Abbott
Traci Abbott Connoly is een personage uit de Amerikaanse soapserie The Young and the Restless. De rol wordt gespeeld door Beth Maitland die van 1982 tot 1996 op contractbasis bij de serie was. Ze kwam nog sporadisch terug naar Genoa City in 1999 en 2001 en sinds 2006 terug op een iets regelmatigere basis. In maart 2007 speelde ze de rol Traci even in zusterserie The Bold and the Beautiful.

## Personagebeschrijving
Traci is de oudste dochter van John Abbott en Dina Mergeron. Ze heeft nog een broer Jack en een zus Ashley.